# 冰岛空中警戒任务
北约的冰岛空中警戒（英語：Icelandic Air Policing）任务是一个在冰岛领空进行的空中巡逻警戒任务。由于2008年美国空军撤离冰岛，而且冰岛没有自己的空中力量，这个国家于2006年向北约申请让它的成员国定期轮流在凯夫拉维克机场的凯夫拉维克海军航空站部署战斗机进行空中巡逻警戒。自2008年开始，冰岛空中警戒持续至今。